# The Idler

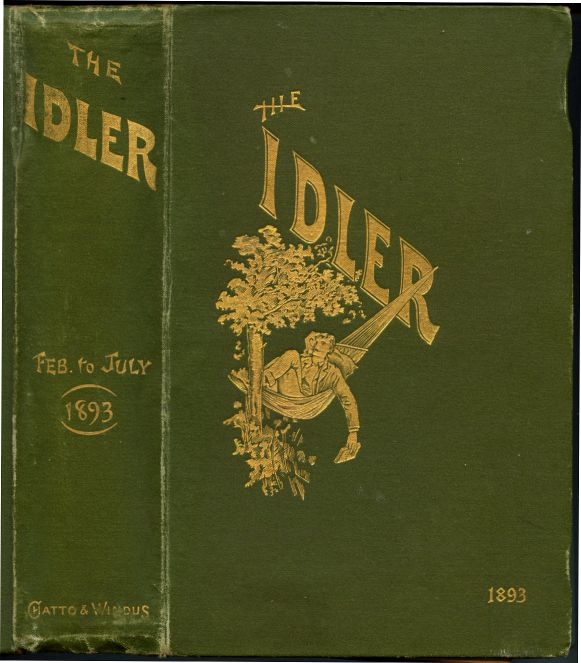
Verzamelband voor de afleveringen van The Idler uit 1893

The Idler was een Brits geïllustreerd maandblad dat verscheen tussen 1892 en 1911. Het blad werd opgericht door Robert Barr, die de humoristische schrijver Jerome K. Jerome inschakelde als mede-redacteur. Vele destijds bekende schrijvers en illustratoren werkten mee aan het blad.
The Idler richtte zich op een algemeen publiek, met lichtvoetige en sensatie-gerichte artikelen. Korte verhalen en in feuilletonvorm gegoten romans, gedichten, humoristische bijdragen, interviews en literaire essays en recensies vormden de kern van het blad. 
Onder de medewerkers bevonden zich Arthur Conan Doyle, Henry Rider Haggard, Mark Twain en Herbert George Wells.